# Torneio de Roland Garros de 2017 - Dia a dia
Estes foram os jogos realizados nas quadras mais importantes a partir do primeiro dia das chaves principais.

## Dia 1 (28 de maio)
- Cabeças de chave eliminados:
  - Simples masculino:  Gilles Müller [26]
  - Simples feminino:  Angelique Kerber [1],  Mirjana Lučić-Baroni [22],  Roberta Vinci [31]

Ordem dos jogos:
| Quadra Philippe Chatrier    | Quadra Philippe Chatrier | Quadra Philippe Chatrier | Quadra Philippe Chatrier  |
| Evento                      | Vencedor(a)/(es/as)      | Derrotado(a)/(os/as)     | Resultado                 |
| --------------------------- | ------------------------ | ------------------------ | ------------------------- |
| Simples feminino – 1ª fase  | Petra Kvitová [15]       | Julia Boserup            | 6–3, 6–2                  |
| Simples feminino – 1ª fase  | Ekaterina Makarova       | Angelique Kerber [1]     | 6–2, 6–2                  |
| Simples masculino – 1ª fase | Grigor Dimitrov [11]     | Stéphane Robert          | 6–2, 6–3, 6–4             |
| Simples masculino – 1ª fase | Lucas Pouille [16]       | Julien Benneteau [WC]    | 7–66, 3–6, 4–6, 6–3, 6–4  |
| Quadra Suzanne Lenglen      |                          |                          |                           |
| Evento                      | Vencedor(a)/(es/as)      | Derrotado(a)/(os/as)     | Resultado                 |
| Simples masculino – 1ª fase | Horacio Zeballos         | Adrian Mannarino         | 7–5, 6–3, 6–4             |
| Simples feminino – 1ª fase  | Svetlana Kuznetsova [8]  | Christina McHale         | 7–5, 6–4                  |
| Simples masculino – 1ª fase | Dominic Thiem [6]        | Bernard Tomic            | 6–4, 6–0, 6–2             |
| Simples feminino – 1ª fase  | Venus Williams [10]      | Wang Qiang               | 6–4, 7–63                 |
| Simples feminino – 1ª fase  | Dominika Cibulková [6]   | Lara Arruabarrena        | 6–2, 6–1                  |
| Quadra 1                    |                          |                          |                           |
| Evento                      | Vencedor(a)/(es/as)      | Derrotado(a)/(os/as)     | Resultado                 |
| Simples masculino – 1ª fase | Guillermo García López   | Gilles Müller [26]       | 7–64, 26–7, 6–2, 6–2      |
| Simples masculino – 1ª fase | Marco Trungelliti [Q]    | Quentin Halys [WC]       | 3–6, 46–7, 7–62, 6–4, 6–4 |
| Simples feminino – 1ª fase  | Océane Dodin             | Camila Giorgi            | 6–3, 6–2                  |

## Dia 2 (29 de maio)
- Cabeças de chave eliminados:
  - Simples masculino:  Jack Sock [14],  Gilles Simon [31],  Mischa Zverev [32]
  - Simples feminino:  Coco Vandeweghe [19],  Daria Gavrilova [24],  Lauren Davis [25]

Ordem dos jogos:
| Quadra Philippe Chatrier    | Quadra Philippe Chatrier                   | Quadra Philippe Chatrier                   | Quadra Philippe Chatrier |
| Evento                      | Vencedor(a)/(es/as)                        | Derrotado(a)/(os/as)                       | Resultado                |
| --------------------------- | ------------------------------------------ | ------------------------------------------ | ------------------------ |
| Simples feminino – 1ª fase  | Garbiñe Muguruza [4]                       | Francesca Schiavone                        | 6–2, 6–4                 |
| Simples masculino – 1ª fase | Novak Djokovic [2]                         | Marcel Granollers                          | 6–3, 6–4, 6–2            |
| Simples feminino – 1ª fase  | Kristina Mladenovic [13]                   | Jennifer Brady                             | 3–6, 6–3, 9–7            |
| Simples masculino – 1ª fase | Alexander Zverev [9] vs. Fernando Verdasco | Alexander Zverev [9] vs. Fernando Verdasco | 4–6, 6–3, suspenso       |
| Quadra Suzanne Lenglen      |                                            |                                            |                          |
| Evento                      | Vencedor(a)/(es/as)                        | Derrotado(a)/(os/as)                       | Resultado                |
| Simples feminino – 1ª fase  | Caroline Wozniacki [11]                    | Jaimee Fourlis [WC]                        | 6–4, 3–6, 6–2            |
| Simples masculino – 1ª fase | Rafael Nadal [4]                           | Benoît Paire                               | 6–1, 6–4, 6–1            |
| Simples feminino – 1ª fase  | Karolína Plíšková [2]                      | Zheng Saisai                               | 7–5, 6–2                 |
| Simples masculino – 1ª fase | Richard Gasquet [24]                       | Arthur De Greef [Q]                        | 6–2, 3–6, 6–1, 6–3       |
| Quadra 1                    |                                            |                                            |                          |
| Evento                      | Vencedor(a)/(es/as)                        | Derrotado(a)/(os/as)                       | Resultado                |
| Simples masculino – 1ª fase | Nikoloz Basilashvili                       | Gilles Simon [31]                          | 1–6, 6–2, 6–4, 6–1       |
| Simples masculino – 1ª fase | David Goffin [10]                          | Paul-Henri Mathieu [Q]                     | 6–2, 6–2, 6–2            |
| Simples feminino – 1ª fase  | Samantha Stosur [23]                       | Kristína Kučová                            | 7–5, 6–1                 |
| Simples feminino – 1ª fase  | Pauline Parmentier                         | Irina Khromacheva                          | 6–3, 6–0                 |

## Dia 3 (30 de maio)
- Cabeças de chave eliminados:
  - Simples masculino:  Alexander Zverev [9],  Sam Querrey [27]
  - Simples feminino:  Johanna Konta [7]
  - Duplas masculinas:  Henri Kontinen /  John Peers [1],  Feliciano López /  Marc López [6],  Fabrice Martin /  Daniel Nestor [14]

Ordem dos jogos:
| Quadra Philippe Chatrier    | Quadra Philippe Chatrier                | Quadra Philippe Chatrier                | Quadra Philippe Chatrier      |
| Evento                      | Vencedor(a)/(es/as)                     | Derrotado(a)/(os/as)                    | Resultado                     |
| --------------------------- | --------------------------------------- | --------------------------------------- | ----------------------------- |
| Simples feminino – 1ª fase  | Hsieh Su-wei                            | Johanna Konta [7]                       | 1–6, 7–62, 6–4                |
| Simples masculino – 1ª fase | Fernando Verdasco                       | Alexander Zverev [9]                    | 6–4, 3–6, 6–4, 6–2            |
| Simples masculino – 1ª fase | Andy Murray [1]                         | Andrey Kuznetsov                        | 6–4, 4–6, 6–2, 6–0            |
| Simples masculino – 1ª fase | Jo-Wilfried Tsonga [12] vs. Renzo Olivo | Jo-Wilfried Tsonga [12] vs. Renzo Olivo | 5–7, 4–6, 7–66, 4–5, suspenso |
| Quadra Suzanne Lenglen      |                                         |                                         |                               |
| Evento                      | Vencedor(a)/(es/as)                     | Derrotado(a)/(os/as)                    | Resultado                     |
| Simples feminino – 1ª fase  | Elina Svitolina [5]                     | Yaroslava Shvedova                      | 6–4, 6–3                      |
| Simples masculino – 1ª fase | Stan Wawrinka [3]                       | Jozef Kovalík [Q]                       | 6–2, 7–66, 6–3                |
| Simples feminino – 1ª fase  | Caroline Garcia [28]                    | Nao Hibino                              | 6–2, 6–2                      |
| Simples masculino – 1ª fase | Gaël Monfils [15]                       | Dustin Brown                            | 6–4, 7–5, 6–0                 |
| Simples feminino – 1ª fase  | Simona Halep [3]                        | Jana Čepelová                           | 6–2, 6–3                      |
| Quadra 1                    |                                         |                                         |                               |
| Evento                      | Vencedor(a)/(es/as)                     | Derrotado(a)/(os/as)                    | Resultado                     |
| Simples feminino – 1ª fase  | Alizé Cornet                            | Tímea Babos                             | 6–2, 56–7, 6–2                |
| Simples masculino – 1ª fase | Kei Nishikori [8]                       | Thanasi Kokkinakis [PR]                 | 4–6, 6–1, 6–4, 6–4            |
| Simples masculino – 1ª fase | Tomáš Berdych [13]                      | Jan-Lennard Struff                      | 6–1, 6–1, 4–6, 6–4            |

## Dia 4 (31 de maio)
- Cabeças de chave eliminados:
  - Simples masculino:  Jo-Wilfried Tsonga [12],  Ivo Karlović [23]
  - Simples feminino:  Dominika Cibulková [6],  Petra Kvitová [15],  Kiki Bertens [18]
  - Duplas masculinas:  Pierre-Hugues Herbert /  Nicolas Mahut [2],  Florin Mergea /  Aisam-ul-Haq Qureshi [13]
  - Duplas femininas:  Sania Mirza /  Yaroslava Shvedova [4],  Anna-Lena Grönefeld /  Květa Peschke [11]
  - Duplas mistas:  Chan Yung-jan /  John Peers [1]

Ordem dos jogos:
| Quadra Philippe Chatrier    | Quadra Philippe Chatrier  | Quadra Philippe Chatrier | Quadra Philippe Chatrier |
| Evento                      | Vencedor(a)/(es/as)       | Derrotado(a)/(os/as)     | Resultado                |
| --------------------------- | ------------------------- | ------------------------ | ------------------------ |
| Simples feminino – 2ª fase  | Venus Williams [10]       | Kurumi Nara              | 6–3, 6–1                 |
| Simples masculino – 2ª fase | Renzo Olivo               | Jo-Wilfried Tsonga [12]  | 7–5, 6–4, 66–7, 6–4      |
| Simples feminino – 2ª fase  | Garbiñe Muguruza [4]      | Anett Kontaveit          | 46–7, 6–4, 6–2           |
| Simples masculino – 2ª fase | Rafael Nadal [4]          | Robin Haase              | 6–1, 6–4, 6–3            |
| Simples masculino – 2ª fase | Lucas Pouille [16]        | Thomaz Bellucci          | 7–65, 6–1, 6–2           |
| Quadra Suzanne Lenglen      |                           |                          |                          |
| Evento                      | Vencedor(a)/(es/as)       | Derrotado(a)/(os/as)     | Resultado                |
| Simples masculino – 2ª fase | Dominic Thiem [6]         | Simone Bolelli [Q]       | 7–5, 6–1, 6–3            |
| Simples masculino – 2ª fase | Novak Djokovic [2]        | João Sousa               | 6–1, 6–4, 6–3            |
| Simples feminino – 2ª fase  | Kristina Mladenovic [13]  | Sara Errani [Q]          | 6–2, 6–3                 |
| Simples feminino – 2ª fase  | Ons Jabeur [LL]           | Dominika Cibulková [6]   | 6–4, 6–3                 |
| Quadra 1                    |                           |                          |                          |
| Evento                      | Vencedor(a)/(es/as)       | Derrotado(a)/(os/as)     | Resultado                |
| Simples feminino – 2ª fase  | Bethanie Mattek-Sands [Q] | Petra Kvitová [15]       | 7–65, 7–65               |
| Simples masculino – 2ª fase | Grigor Dimitrov [11]      | Tommy Robredo [PR]       | 6–3, 6–4, 7–5            |
| Simples masculino – 2ª fase | Milos Raonic [5]          | Rogério Dutra Silva      | 4–6, 6–2, 6–3, 6–4       |
| Simples feminino – 2ª fase  | Svetlana Kuznetsova [8]   | Océane Dodin             | 7–65, 5–7, 6–3           |

## Dia 5 (1º de junho)
- Cabeças de chave eliminados:
  - Simples masculino:  Tomáš Berdych [13],  Nick Kyrgios [18],  David Ferrer [30]
  - Simples feminino:  Madison Keys [12],  Anastasia Pavlyuchenkova [16],  Barbora Strýcová [20],  Ana Konjuh [29]
  - Duplas masculinas:  Raven Klaasen /  Rajeev Ram [8],  Pablo Carreño Busta /  Guillermo García López [10],  Marcin Matkowski /  Édouard Roger-Vasselin [12],  Oliver Marach /  Mate Pavić [15]
  - Duplas femininas:  Raquel Atawo /  Jeļena Ostapenko [10]

Ordem dos jogos:
| Quadra Philippe Chatrier    | Quadra Philippe Chatrier | Quadra Philippe Chatrier | Quadra Philippe Chatrier |
| Evento                      | Vencedor(a)/(es/as)      | Derrotado(a)/(os/as)     | Resultado                |
| --------------------------- | ------------------------ | ------------------------ | ------------------------ |
| Simples feminino – 2ª fase  | Alizé Cornet             | Barbora Strýcová [20]    | 6–4, 6–1                 |
| Simples masculino – 2ª fase | Stan Wawrinka [3]        | Alexandr Dolgopolov      | 6–4, 7–65, 7–5           |
| Simples masculino – 2ª fase | Gaël Monfils [15]        | Thiago Monteiro          | 6–1, 6–4, 6–1            |
| Simples feminino – 2ª fase  | Karolína Plíšková [2]    | Ekaterina Alexandrova    | 6–2, 4–6, 6–3            |
| Quadra Suzanne Lenglen      |                          |                          |                          |
| Evento                      | Vencedor(a)/(es/as)      | Derrotado(a)/(os/as)     | Resultado                |
| Simples feminino – 2ª fase  | Agnieszka Radwańska [9]  | Alison Van Uytvanck [Q]  | 36–7, 6–2, 6–3           |
| Simples masculino – 2ª fase | Andy Murray [1]          | Martin Kližan            | 36–7, 6–2, 6–2, 7–63     |
| Simples feminino – 2ª fase  | Simona Halep [3]         | Tatjana Maria            | 6–4, 6–3                 |
| Simples masculino – 2ª fase | Richard Gasquet [24]     | Víctor Estrella Burgos   | 6–1, 6–0, 6–4            |
| Quadra 1                    |                          |                          |                          |
| Evento                      | Vencedor(a)/(es/as)      | Derrotado(a)/(os/as)     | Resultado                |
| Simples masculino – 2ª fase | Marin Čilić [7]          | Konstantin Kravchuk      | 6–3, 6–2, 6–2            |
| Simples masculino – 2ª fase | Kei Nishikori [8]        | Jérémy Chardy            | 6–3, 6–0, 7–65           |
| Simples feminino – 2ª fase  | Caroline Garcia [28]     | Chloé Paquet [WC]        | 7–5, 6–4                 |
| Simples feminino – 2ª fase  | Carina Witthöft          | Pauline Parmentier       | 6–4, 7–65                |
| Simples feminino – 2ª fase  | Petra Martić [Q]         | Madison Keys [12]        | 3–6, 6–3, 6–1            |

## Dia 6 (2 de junho)
- Cabeças de chave eliminados:
  - Simples masculino:  David Goffin [10],  Grigor Dimitrov [11],  Lucas Pouille [16],  Steve Johnson [25]
  - Simples feminino:  Yulia Putintseva [27],  Zhang Shuai [32]
  - Duplas masculinas:  Bob Bryan /  Mike Bryan [3],  Łukasz Kubot /  Marcelo Melo [4]
  - Duplas femininas:  Tímea Babos /  Andrea Hlaváčková [5],  Darija Jurak /  Anastasia Rodionova [17]
  - Duplas mistas:  Jeļena Ostapenko /  Bruno Soares [8]

Ordem dos jogos:
| Quadra Philippe Chatrier    | Quadra Philippe Chatrier  | Quadra Philippe Chatrier | Quadra Philippe Chatrier |
| Evento                      | Vencedor(a)/(es/as)       | Derrotado(a)/(os/as)     | Resultado                |
| --------------------------- | ------------------------- | ------------------------ | ------------------------ |
| Simples feminino – 3ª fase  | Garbiñe Muguruza [4]      | Yulia Putintseva [27]    | 7–5, 6–2                 |
| Simples masculino – 3ª fase | Rafael Nadal [4]          | Nikoloz Basilashvili     | 6–0, 6–1, 6–0            |
| Simples masculino – 3ª fase | Novak Djokovic [2]        | Diego Schwartzman        | 5–7, 6–3, 3–6, 6–1, 6–1  |
| Simples feminino – 3ª fase  | Venus Williams [10]       | Elise Mertens            | 6–3, 6–1                 |
| Quadra Suzanne Lenglen      |                           |                          |                          |
| Evento                      | Vencedor(a)/(es/as)       | Derrotado(a)/(os/as)     | Resultado                |
| Simples masculino – 3ª fase | Horacio Zeballos          | David Goffin [10]        | 4–5, ab.                 |
| Simples feminino – 3ª fase  | Kristina Mladenovic [13]  | Shelby Rogers            | 7–5, 4–6, 8–6            |
| Simples masculino – 3ª fase | Albert Ramos Viñolas [19] | Lucas Pouille [16]       | 6–2, 3–6, 5–7, 6–2, 6–1  |
| Quadra 1                    |                           |                          |                          |
| Evento                      | Vencedor(a)/(es/as)       | Derrotado(a)/(os/as)     | Resultado                |
| Simples masculino – 3ª fase | Pablo Carreño Busta [20]  | Grigor Dimitrov [11]     | 7–5, 6–3, 6–4            |
| Simples masculino – 3ª fase | Dominic Thiem [6]         | Steve Johnson [25]       | 6–1, 7–64, 6–3           |
| Simples feminino – 3ª fase  | Svetlana Kuznetsova [8]   | Zhang Shuai [32]         | 7–65, 4–6, 7–5           |

## Dia 7 (3 de junho)
- Cabeças de chave eliminados:
  - Simples masculino:  Pablo Cuevas [22],  Fabio Fognini [28],  Juan Martín del Potro [29]
  - Simples feminino:  Agnieszka Radwańska [9],  Elena Vesnina [14],  Daria Kasatkina [26]
  - Duplas femininas:  Abigail Spears /  Katarina Srebotnik [8],  Eri Hozumi /  Miyu Kato [18]
  - Duplas mistas:  Yaroslava Shvedova /  Alexander Peya [5]

Ordem dos jogos:
| Quadra Philippe Chatrier    | Quadra Philippe Chatrier                                                                     | Quadra Philippe Chatrier                                                                     | Quadra Philippe Chatrier      |
| Evento                      | Vencedor(a)/(es/as)                                                                          | Derrotado(a)/(os/as)                                                                         | Resultado                     |
| --------------------------- | -------------------------------------------------------------------------------------------- | -------------------------------------------------------------------------------------------- | ----------------------------- |
| Simples feminino – 3ª fase  | Alizé Cornet                                                                                 | Agnieszka Radwańska [9]                                                                      | 6–2, 6–1                      |
| Simples masculino – 3ª fase | Andy Murray [1]                                                                              | Juan Martín del Potro [29]                                                                   | 7–68, 7–5, 6–0                |
| Simples masculino – 3ª fase | Richard Gasquet [29] vs. Gaël Monfils [15]                                                   | Richard Gasquet [29] vs. Gaël Monfils [15]                                                   | 5–6, suspenso                 |
| Quadra Suzanne Lenglen      |                                                                                              |                                                                                              |                               |
| Evento                      | Vencedor(a)/(es/as)                                                                          | Derrotado(a)/(os/as)                                                                         | Resultado                     |
| Simples masculino – 3ª fase | Marin Čilić [7]                                                                              | Feliciano López                                                                              | 6–1, 6–3, 6–3                 |
| Simples feminino – 3ª fase  | Simona Halep [3]                                                                             | Daria Kasatkina [26]                                                                         | 6–0, 7–5                      |
| Simples masculino – 3ª fase | Stan Wawrinka [3]                                                                            | Fabio Fognini [28]                                                                           | 7–62, 6–0, 6–2                |
| Simples feminino – 3ª fase  | Anastasija Sevastova [17] vs. Petra Martić [Q]                                               | Anastasija Sevastova [17] vs. Petra Martić [Q]                                               | cancelado                     |
| Quadra 1                    |                                                                                              |                                                                                              |                               |
| Evento                      | Vencedor(a)/(es/as)                                                                          | Derrotado(a)/(os/as)                                                                         | Resultado                     |
| Simples feminino – 3ª fase  | Caroline Garcia [28]                                                                         | Hsieh Su-wei                                                                                 | 6–4, 4–6, 9–7                 |
| Simples masculino – 3ª fase | Chung Hyeon vs. Kei Nishikori [8]                                                            | Chung Hyeon vs. Kei Nishikori [8]                                                            | 5–7, 4–6, 7–64, 3–0, suspenso |
| Duplas mistas – 2ª fase     | Pauline Parmentier / Mathias Bourgue [WC] vs. Andrea Hlaváčková / Édouard Roger-Vasselin [3] | Pauline Parmentier / Mathias Bourgue [WC] vs. Andrea Hlaváčková / Édouard Roger-Vasselin [3] | cancelado                     |

## Dia 8 (4 de junho)
- Cabeças de chave eliminados:
  - Simples masculino:  Milos Raonic [5],  Roberto Bautista Agut [17],  Albert Ramos Viñolas [19],   John Isner [21],  Richard Gasquet [24]
  - Simples feminino:  Garbiñe Muguruza [4],  Svetlana Kuznetsova [8],  Venus Williams [10],  Anastasija Sevastova [17],  Samantha Stosur [23]
  - Duplas masculinas:  Rohan Bopanna /  Pablo Cuevas [9]
  - Duplas femininas:  Gabriela Dabrowski /  Xu Yifan [9],  Kiki Bertens /  Johanna Larsson [13]
  - Duplas mistas:  Katarina Srebotnik /  Raven Klaasen [4],  Chan Hao-ching /  Jean-Julien Rojer [6]

Ordem dos jogos:
| Quadra Philippe Chatrier    | Quadra Philippe Chatrier                         | Quadra Philippe Chatrier                     | Quadra Philippe Chatrier  |
| Evento                      | Vencedor(a)/(es/as)                              | Derrotado(a)/(os/as)                         | Resultado                 |
| --------------------------- | ------------------------------------------------ | -------------------------------------------- | ------------------------- |
| Simples feminino – 4ª fase  | Caroline Wozniacki [11]                          | Svetlana Kuznetsova [8]                      | 6–1, 4–6, 6–2             |
| Simples masculino – 3ª fase | Gaël Monfils [15]                                | Richard Gasquet [24]                         | 7–65, 5–7, 4–3, ab.       |
| Simples feminino – 4ª fase  | Timea Bacsinszky [30]                            | Venus Williams [10]                          | 5–7, 6–2, 6–1             |
| Simples masculino – 4ª fase | Novak Djokovic [2]                               | Albert Ramos Viñolas [19]                    | 7–65, 6–1, 6–3            |
| Quadra Suzanne Lenglen      |                                                  |                                              |                           |
| Evento                      | Vencedor(a)/(es/as)                              | Derrotado(a)/(os/as)                         | Resultado                 |
| Simples feminino – 3ª fase  | Elina Svitolina [5]                              | Magda Linette                                | 6–4, 7–5                  |
| Simples masculino – 4ª fase | Rafael Nadal [4]                                 | Roberto Bautista Agut [17]                   | 6–1, 6–2, 6–2             |
| Simples feminino – 4ª fase  | Kristina Mladenovic [13]                         | Garbiñe Muguruza [4]                         | 6–1, 3–6, 6–3             |
| Simples masculino – 4ª fase | Dominic Thiem [6]                                | Horacio Zeballos                             | 6–1, 6–3, 6–1             |
| Quadra 1                    |                                                  |                                              |                           |
| Evento                      | Vencedor(a)/(es/as)                              | Derrotado(a)/(os/as)                         | Resultado                 |
| Simples masculino – 3ª fase | Kei Nishikori [8]                                | Chung Hyeon                                  | 7–5, 6–4, 46–7, 0–6, 6–4  |
| Simples masculino – 4ª fase | Pablo Carreño Busta [20]                         | Milos Raonic [5]                             | 4–6, 7–62, 66–7, 6–4, 8–6 |
| Duplas femininas – 3ª fase  | Raluca Olaru Olga Savchuk                        | Gabriela Dabrowski [9] Xu Yifan [9]          | 6–3, 3–6, 6–2             |
| Duplas mistas – 2ª fase     | Andrea Hlaváčková [3] Édouard Roger-Vasselin [3] | Pauline Parmentier [WC] Mathias Bourgue [WC] | 6–2, 6–4                  |

## Dia 9 (5 de junho)
- Cabeças de chave eliminados:
  - Simples masculino:  Gaël Monfils [15]
  - Simples feminino:  Carla Suárez Navarro [21]
  - Duplas masculinas:  Jamie Murray /  Bruno Soares [5]
  - Duplas femininas:  Chan Hao-ching /  Barbora Krejčíková [12],  Svetlana Kuznetsova /  Kristina Mladenovic [14],  Andreja Klepač /  María José Martínez Sánchez [15]
  - Duplas mistas:  Sania Mirza /  Ivan Dodig [2]

Ordem dos jogos:
| Quadra Philippe Chatrier             | Quadra Philippe Chatrier                     | Quadra Philippe Chatrier                             | Quadra Philippe Chatrier |
| Evento                               | Vencedor(a)/(es/as)                          | Derrotado(a)/(os/as)                                 | Resultado                |
| ------------------------------------ | -------------------------------------------- | ---------------------------------------------------- | ------------------------ |
| Simples feminino – 4ª fase           | Simona Halep [3]                             | Carla Suárez Navarro [21]                            | 6–1, 6–1                 |
| Simples masculino – 4ª fase          | Andy Murray [1]                              | Karen Khachanov                                      | 6–3, 6–4, 6–4            |
| Simples masculino – 4ª fase          | Stan Wawrinka [3]                            | Gaël Monfils [15]                                    | 7–5, 7–67, 6–2           |
| Simples feminino – 4ª fase           | Caroline Garcia [28]                         | Alizé Cornet                                         | 6–2, 6–4                 |
| Quadra Suzanne Lenglen               |                                              |                                                      |                          |
| Evento                               | Vencedor(a)/(es/as)                          | Derrotado(a)/(os/as)                                 | Resultado                |
| Simples feminino – 4ª fase           | Elina Svitolina [5]                          | Petra Martić [Q]                                     | 4–6, 6–3, 7–5            |
| Simples masculino – 4ª fase          | Kei Nishikori [8]                            | Fernando Verdasco                                    | 0–6, 6–4, 6–4, 6–0       |
| Simples masculino – 4ª fase          | Marin Čilić [7]                              | Kevin Anderson                                       | 6–3, 3–0, ab.            |
| Simples feminino – 4ª fase           | Karolína Plíšková [2]                        | Verónica Cepede Royg                                 | 2–6, 6–3, 6–4            |
| Quadra 1                             |                                              |                                                      |                          |
| Evento                               | Vencedor(a)/(es/as)                          | Derrotado(a)/(os/as)                                 | Resultado                |
| Duplas femininas – 3ª fase           | Ashleigh Barty Casey Dellacqua               | Daria Gavrilova Anastasia Pavlyuchenkova             | 7–62, 6–4                |
| Duplas femininas – 3ª fase           | Ekaterina Makarova [2] Elena Vesnina [2]     | Andreja Klepač [15] María José Martínez Sánchez [15] | 3–6, 6–3, 6–2            |
| Duplas femininas – 3ª fase           | Bethanie Mattek-Sands [1] Lucie Šafářová [1] | Svetlana Kuznetsova [14] Kristina Mladenovic [14]    | 6–4, 6–2                 |
| Duplas masculinas – Quartas de final | Santiago González Donald Young               | Jamie Murray [5] Bruno Soares [5]                    | 3–6, 7–63, 7–64          |

## Dia 10 (6 de junho)
- Cabeças de chave eliminados:
  - Simples feminino:  Caroline Wozniacki [11],  Kristina Mladenovic [13]
  - Duplas masculinas:  Ivan Dodig /  Marcel Granollers [7]

Ordem dos jogos:
| Quadra Philippe Chatrier                               | Quadra Philippe Chatrier                                           | Quadra Philippe Chatrier                                           | Quadra Philippe Chatrier |
| Evento                                                 | Vencedor(a)/(es/as)                                                | Derrotado(a)/(os/as)                                               | Resultado                |
| ------------------------------------------------------ | ------------------------------------------------------------------ | ------------------------------------------------------------------ | ------------------------ |
| Simples feminino – Quartas de final                    | Timea Bacsinszky [30]                                              | Kristina Mladenovic [13]                                           | 6–4, 6–4                 |
| Simples masculino – Quartas de final                   | Pablo Carreño Busta [20] vs. Rafael Nadal [4]                      | Pablo Carreño Busta [20] vs. Rafael Nadal [4]                      | cancelado                |
| Quadra Suzanne Lenglen                                 |                                                                    |                                                                    |                          |
| Evento                                                 | Vencedor(a)/(es/as)                                                | Derrotado(a)/(os/as)                                               | Resultado                |
| Simples feminino – Quartas de final                    | Jeļena Ostapenko                                                   | Caroline Wozniacki [11]                                            | 4–6, 6–2, 6–2            |
| Simples masculino – Quartas de final                   | Dominic Thiem [6] vs. Novak Djokovic [2]                           | Dominic Thiem [6] vs. Novak Djokovic [2]                           | cancelado                |
| Quadra 1                                               |                                                                    |                                                                    |                          |
| Evento                                                 | Vencedor(a)/(es/as)                                                | Derrotado(a)/(os/as)                                               | Resultado                |
| Duplas masculinas acima de 45 anos lendárias – Grupo C | Sergi Bruguera Goran Ivanišević                                    | Pat Cash Michael Chang                                             | 7–62, 2–6, [10–4]        |
| Duplas mistas – Quartas de final                       | Andrea Hlaváčková [3] Édouard Roger-Vasselin [3]                   | Andreja Klepač Dominic Inglot                                      | 7–63, 6–3                |
| Duplas masculinas – Quartas de final                   | Ryan Harrison Michael Venus                                        | Ivan Dodig [7] Marcel Granollers [7]                               | 6–2, 3–6, 6–3            |
| Duplas femininas – Quartas de final                    | Chan Yung-jan / Martina Hingis [3] vs. Raluca Olaru / Olga Savchuk | Chan Yung-jan / Martina Hingis [3] vs. Raluca Olaru / Olga Savchuk | cancelado                |

## Dia 11 (7 de junho)
- Cabeças de chave eliminados:
  - Simples masculino:  Novak Djokovic [2],  Marin Čilić [7],  Kei Nishikori [8],  Pablo Carreño Busta [20]
  - Simples feminino:  Elina Svitolina [5],  Caroline Garcia [28]
  - Duplas femininas:  Ekaterina Makarova /  Elena Vesnina [2]
  - Duplas mistas:  Andrea Hlaváčková /  Édouard Roger-Vasselin [3]

Ordem dos jogos:
| Quadra Philippe Chatrier             | Quadra Philippe Chatrier                     | Quadra Philippe Chatrier                         | Quadra Philippe Chatrier |
| Evento                               | Vencedor(a)/(es/as)                          | Derrotado(a)/(os/as)                             | Resultado                |
| ------------------------------------ | -------------------------------------------- | ------------------------------------------------ | ------------------------ |
| Simples masculino – Quartas de final | Rafael Nadal [4]                             | Pablo Carreño Busta [20]                         | 6–2, 2–0, ab.            |
| Simples feminino – Quartas de final  | Karolína Plíšková [2]                        | Caroline Garcia [28]                             | 7–63, 6–4                |
| Simples masculino – Quartas de final | Andy Murray [1]                              | Kei Nishikori [8]                                | 2–6, 6–1, 7–60, 6–1      |
| Quadra Suzanne Lenglen               |                                              |                                                  |                          |
| Evento                               | Vencedor(a)/(es/as)                          | Derrotado(a)/(os/as)                             | Resultado                |
| Simples masculino – Quartas de final | Dominic Thiem [6]                            | Novak Djokovic [2]                               | 7–65, 6–3, 6–0           |
| Simples feminino – Quartas de final  | Simona Halep [3]                             | Elina Svitolina [5]                              | 3–6, 7–66, 6–0           |
| Simples masculino – Quartas de final | Stan Wawrinka [3]                            | Marin Čilić [7]                                  | 6–3, 6–3, 6–1            |
| Quadra 1                             |                                              |                                                  |                          |
| Evento                               | Vencedor(a)/(es/as)                          | Derrotado(a)/(os/as)                             | Resultado                |
| Duplas masculinas – Quartas de final | Fernando Verdasco Nenad Zimonjić             | Rogério Dutra Silva Paolo Lorenzi                | 7–65, 7–5                |
| Duplas femininas – Quartas de final  | Bethanie Mattek-Sands [1] Lucie Šafářová [1] | Kirsten Flipkens Francesca Schiavone             | 6–2, 6–4                 |
| Duplas mistas – Semifinais           | Gabriela Dabrowski [7] Rohan Bopanna [7]     | Andrea Hlaváčková [3] Édouard Roger-Vasselin [3] | 7–5, 6–3                 |
| Duplas femininas – Quartas de final  | Chan Yung-jan [3] Martina Hingis [3]         | Raluca Olaru Olga Savchuk                        | 6–2, 6–1                 |

## Dia 12 (8 de junho)
- Cabeças de chave eliminados:
  - Simples feminino:  Karolína Plíšková [2],  Timea Bacsinszky [30]

Ordem dos jogos:
| Quadra Philippe Chatrier                                | Quadra Philippe Chatrier                 | Quadra Philippe Chatrier                | Quadra Philippe Chatrier |
| Evento                                                  | Vencedor(a)/(es/as)                      | Derrotado(a)/(os/as)                    | Resultado                |
| ------------------------------------------------------- | ---------------------------------------- | --------------------------------------- | ------------------------ |
| Duplas mistas – Final                                   | Gabriela Dabrowski [7] Rohan Bopanna [7] | Anna-Lena Grönefeld Robert Farah        | 2–6, 6–2, [12–10]        |
| Simples feminino – Semifinais                           | Jeļena Ostapenko                         | Timea Bacsinszky [30]                   | 7–64, 3–6, 6–3           |
| Simples feminino – Semifinais                           | Simona Halep [3]                         | Karolína Plíšková [2]                   | 6–4, 3–6, 6–3            |
| Quadra Suzanne Lenglen                                  |                                          |                                         |                          |
| Evento                                                  | Vencedor(a)/(es/as)                      | Derrotado(a)/(os/as)                    | Resultado                |
| Duplas femininas lendárias – Grupo B                    | Marion Bartoli Iva Majoli                | Conchita Martínez Chanda Rubin          | 7–65, 6–4                |
| Duplas masculinas abaixo de 45 anos lendárias – Grupo B | Sébastien Grosjean Michaël Llodra        | Àlex Corretja Gastón Gaudio             | 6–2, 2–6, [10–7]         |
| Duplas masculinas – Semifinas                           | Santiago González Donald Young           | Fernando Verdasco Nenad Zimonjić        | 36–7, 7–5, 6–3           |
| Duplas masculinas acima de 45 anos lendárias – Grupo D  | Mansour Bahrami Fabrice Santoro          | Mikael Pernfors Mark Woodforde          | 6–3, 6–4                 |
| Quadra 1                                                |                                          |                                         |                          |
| Evento                                                  | Vencedor(a)/(es/as)                      | Derrotado(a)/(os/as)                    | Resultado                |
| Simples masculino juvenil – Quartas de final            | Miomir Kecmanović                        | Thiago Seyboth Wild                     | 4–6, 6–3, 6–4            |
| Duplas femininas lendárias – Grupo A                    | Anastasia Myskina Nathalie Tauziat       | Arantxa Sánchez Vicario Sandrine Testud | 2–6, 6–3, [10–6]         |

## Dia 13 (9 de junho)
- Cabeças de chave eliminados:
  - Simples masculino:  Andy Murray [1],  Dominic Thiem [6]
  - Duplas masculinas:  Juan Sebastián Cabal /  Robert Farah [16]
  - Duplas femininas:  Chan Yung-jan /  Martina Hingis [3],  Lucie Hradecká /  Kateřina Siniaková [6]

Ordem dos jogos:
| Quadra Philippe Chatrier                                | Quadra Philippe Chatrier                                           | Quadra Philippe Chatrier                                           | Quadra Philippe Chatrier  |
| Evento                                                  | Vencedor(a)/(es/as)                                                | Derrotado(a)/(os/as)                                               | Resultado                 |
| ------------------------------------------------------- | ------------------------------------------------------------------ | ------------------------------------------------------------------ | ------------------------- |
| Simples masculino – Semifinais                          | Stan Wawrinka [3]                                                  | Andy Murray [1]                                                    | 66–7, 6–3, 5–7, 7–63, 6–1 |
| Simples masculino – Semifinais                          | Rafael Nadal [4]                                                   | Dominic Thiem [6]                                                  | 6–3, 6–4, 6–0             |
| Quadra Suzanne Lenglen                                  |                                                                    |                                                                    |                           |
| Evento                                                  | Vencedor(a)/(es/as)                                                | Derrotado(a)/(os/as)                                               | Resultado                 |
| Duplas masculinas acima de 45 anos lendárias – Grupo C  | Pat Cash Michael Chang                                             | John McEnroe Cedric Pioline                                        | 6–4, 6–3                  |
| Duplas masculinas – Semifinais                          | Ryan Harrison Michael Venus                                        | Juan Sebastián Cabal [16] Robert Farah [16]                        | 4–6, 6–3, 6–4             |
| Duplas femininas – Semifinais                           | Ashleigh Barty Casey Dellacqua                                     | Lucie Hradecká [6] Kateřina Siniaková [6]                          | 7–5, 4–6, 6–3             |
| Duplas femininas – Semifinais                           | Bethanie Mattek-Sands [1] Lucie Šafářová [1]                       | Chan Yung-jan [3] Martina Hingis [3]                               | 6–4, 6–2                  |
| Duplas masculinas abaixo de 45 anos lendárias – Grupo A | Arnaud Clément / Nicolas Escudé vs. Thomas Enqvist / Magnus Norman | Arnaud Clément / Nicolas Escudé vs. Thomas Enqvist / Magnus Norman | cancelado                 |
| Quadra 1                                                |                                                                    |                                                                    |                           |
| Evento                                                  | Vencedor(a)/(es/as)                                                | Derrotado(a)/(os/as)                                               | Resultado                 |
| Simples feminino juvenil – Semifinais                   | Claire Liu [6]                                                     | Marta Paigina                                                      | 6–2, 6–0                  |
| Duplas femininas lendárias– Grupo A                     | Lindsay Davenport Martina Navratilova                              | Anastasia Myskina Nathalie Tauziat                                 | 5–7, 6–0, [10–4]          |
| Simples masculino juvenil – Semifinais                  | Alexei Popyrin [3]                                                 | Alejandro Davidovich Fokina                                        | 6–4, 6–2                  |
| Duplas femininas lendárias – Grupo B                    | Tracy Austin Kim Clijsters                                         | Conchita Martínez Chanda Rubin                                     | 4–1, ab.                  |

## Dia 14 (10 de junho)
- Cabeças de chave eliminados:
  - Simples feminino:  Simona Halep [3]

Ordem dos jogos:
| Quadra Philippe Chatrier                                | Quadra Philippe Chatrier          | Quadra Philippe Chatrier              | Quadra Philippe Chatrier |
| Evento                                                  | Vencedor(a)/(es/as)               | Derrotado(a)/(os/as)                  | Resultado                |
| ------------------------------------------------------- | --------------------------------- | ------------------------------------- | ------------------------ |
| Simples feminino – Final                                | Jeļena Ostapenko                  | Simona Halep [3]                      | 4–6, 6–4, 6–3            |
| Duplas masculinas – Final                               | Ryan Harrison Michael Venus       | Santiago González Donald Young        | 7–65, 46–7, 6–3          |
| Quadra Suzanne Lenglen                                  |                                   |                                       |                          |
| Evento                                                  | Vencedor(a)/(es/as)               | Derrotado(a)/(os/as)                  | Resultado                |
| Duplas femininas lendárias – Final                      | Tracy Austin Kim Clijsters        | Lindsay Davenport Martina Navratilova | 6–3, 3–6, [10–5]         |
| Duplas lendárias abaixo de 45 anos masculinas – Grupo A | Arnaud Clément Nicolas Escudé     | Thomas Enqvist Magnus Norman          | 6–4, 7–64                |
| Quadra 1                                                |                                   |                                       |                          |
| Evento                                                  | Vencedor(a)/(es/as)               | Derrotado(a)/(os/as)                  | Resultado                |
| Simples masculino juvenil – Final                       | Alexei Popyrin [3]                | Nicola Kuhn [11]                      | 7–65, 6–3                |
| Simples feminino juvenil – Final                        | Whitney Osuigwe [7]               | Claire Liu [6]                        | 6–4, 56–7, 6–3           |
| Duplas masculinas juvenis – Final                       | Nicola Kuhn [1] Zsombor Piros [1] | Vasil Kirkov Danny Thomas             | 6–4, 6–4                 |

## Dia 15 (11 de junho)
- Cabeças de chave eliminados:
  - Simples masculino:  Stan Wawrinka [3]

Ordem dos jogos:
| Quadra Philippe Chatrier                              | Quadra Philippe Chatrier                     | Quadra Philippe Chatrier       | Quadra Philippe Chatrier |
| Evento                                                | Vencedor(a)/(es/as)                          | Derrotado(a)/(os/as)           | Resultado                |
| ----------------------------------------------------- | -------------------------------------------- | ------------------------------ | ------------------------ |
| Duplas femininas – Final                              | Bethanie Mattek-Sands [1] Lucie Šafářová [1] | Ashleigh Barty Casey Dellacqua | 6–2, 6–1                 |
| Simples masculino – Final                             | Rafael Nadal [4]                             | Stan Wawrinka [3]              | 6–2, 6–3, 6–1            |
| Quadra Suzanne Lenglen                                |                                              |                                |                          |
| Evento                                                | Vencedor(a)/(es/as)                          | Derrotado(a)/(os/as)           | Resultado                |
| Duplas masculinas abaixo de 45 anos lendárias – Final | Sébastien Grosjean Michaël Llodra            | Paul Haarhuis Andrei Medvedev  | 6–4, 3–6, [10–8]         |
| Duplas masculinas acima de 45 anos lendárias – Final  | Mansour Bahrami Fabrice Santoro              | Pat Cash Michael Chang         | 7–63, 6–3                |